# Station Krzanowice Południowe
Station Krzanowice Południowe is een spoorwegstation in de Poolse plaats Krzanowice.